# Монастир Таргманчац
Монастир Святих Перекладачів (вірм. Սուրբ Թարգմանչաց վանք Сурб Таргманчац Ванк) — вірменський монастир IV століття, розташований на південь від міста Дашкесан, на території сучасного Азербайджану.
Монастир заснували Святі Месроп Маштоц і Саак Партев, які вперше в 411 році переклали Біблію на вірменську мову з сирійської.
Монастир охороняється державою як пам'ятник історії і культури національного значення.

## Історія

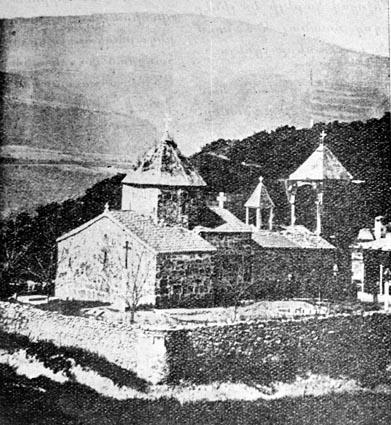
Загальний вигляд в 1911 році

Згідно з деякими джерелами, монастир був заснований, приблизно, в кінці IV — початку V століть. У 989 і 1845 роках відбулися реконструкції монастиря. Відомо, що в 1772 році пріором монастиря був єпископ Епрем. Розквіт монастиря припав на період верховенства єпископа Габріела Арутюняна. Єпископ Габріел залучав безліч людей з сусідніх сіл, які допомагали монастирю. Наступний розквіт припав на період архімандрита Степаноса Балянца в 1830-х роках. Відомо, що в 1839 році чернець Григор Тер-Ованесянц тричі служив священником. У 1849 році за архімандритом Ованесом слідував архімандрит Саргис.

### Назва
Монастир Святих Перекладачів (Сурб Таргманчац) отримав свою назву в зв'язку з тим, що в його стінах в 411 році Святий Месроп Маштоц і Святий Саак Партев, використовуючи на той час новий вірменський алфавіт, перевели Біблію з сирійської мови на вірменську.

## Опис

### Церква
Головна церква монастиря датується, приблизно, 1630 роком. Храм складається з однієї склепінчастої кімнати (єдиний неф) з апсидою на сході між двох маленьких кімнат. Близько нефа церкви розташований гавіт (притвор), що тягнеться на захід від нефа. Двоповерхова дзвіниця, побудована з різьбленого каменю, примикає до притвору з півдня і веде до головного входу церкви. На північ від храму розташований зал, який, ймовірно, служив місцем для молитов — ризницею.

### Келії
У 5 метрах на схід від церкви розташовані келії ченців, які дивляться на захід. Келії це 6 склепінчастих кімнат, кожна з якої має вхід і вікно, також дивиться на захід. На південний схід від келій з півночі на південь простяглася їдальня. З півдня до їдальні примикає подібна кімната, найімовірніше, яка служила кухнею. Келії ченців побудовані в тому ж стилі, що і вся церква, були побудовані в 1630 році. Сарай і їдальня були прироблені при архімандриті Степаносі в 1830-х роках.